# Serjania triquetra
Serjania triquetra es una especie de planta fanerógama perteneciente la familia de las sapindáceas. 

## Descripción
Son bejucos grandes y gruesos; con tallos 6-sulcados, con densos tricomas sórdidos amarillo-grises hasta glabros; madera compuesta con una estela central grande y 3 (–5 o 6) haces periféricos pequeños. Hojas biternadas o raramente 5-pinnado-folioladas, pecíolo y raquis no alados; folíolos ampliamente ovados a rómbicos, 4–8 cm de largo y 1.6–6 cm de ancho, obtusos a acuminados en el ápice, margen gruesamente crenado-serrado, membranáceos o más gruesos, densa y suavemente pubescentes en el envés, variablemente glabros, escasamente pubescentes a pubescentes en la haz. Tirsos axilares o tirsoides terminales, 2–7 cm de largo (excluyendo el pedúnculo abajo del zarcillo), panículas hasta 35 cm de largo, densamente pubescentes, flores 4 mm de largo; sépalos densamente blanquecino-tomentosos. Fruto ovado-cordado, 2 cm de largo y 1.3–1.8 cm de ancho, más o menos igual de ancho que de largo, cocos leñosos, nervadura reticulada, hírtulos, redondeados o frecuentemente acostillados dorsalmente, a veces algo triquetros, alas delgadas, generalmente glabrescentes, contraídas abajo de los cocos, división entre los cocos ancha y firme.

## Distribución y hábitat
Es originaria de México, donde habita en climas cálidos, semicálidos y templados a una altitujd de l000 metros, asociada a bosques tropicales caducifolios y subcaducifolios, bosque espinoso, bosque mesófilo de montaña, bosques de encino y de pino.

## Propiedades
Se utiliza para las afecciones de los riñones (Puebla, Guerrero, Michoacán y Morelos, México); donde se emplea toda la planta o el tallo en cocimiento. También se registra su prescripción para atender la hepatitis o mal amarillo (nombre vulgar con que se conoce a la ictericia y se refiere a la ictericia infecciosa), en este caso, el cocimiento se administra de forma oral o en baños. Asimismo, se le emplea en las hemorragias uterinas. 
También sirve para eliminar cálculos renales y de vesícula, así como los síntomas de Hipertrofia prostática (disuria, poliuria, nicturia) 
Historia
Maximino Martínez, en el siglo XX la reporta como diurético.

## Taxonomía
Serjania triquetra fue descrita por Ludwig Adolph Timotheus Radlkofer y publicado en Conspectus sectionum specierumque generis Serjaniae 305–309. 1875.
Sinonimia
- Paullinia cartagenensis Vis.
- Paullinia triquetra Dum.Cours.[3]

## Nombre común
En México: Bejuco de tres costillas, empanadas, palo tres costillas, palo de tres costillas negro, tres equis.